# Vigía del Fuerte

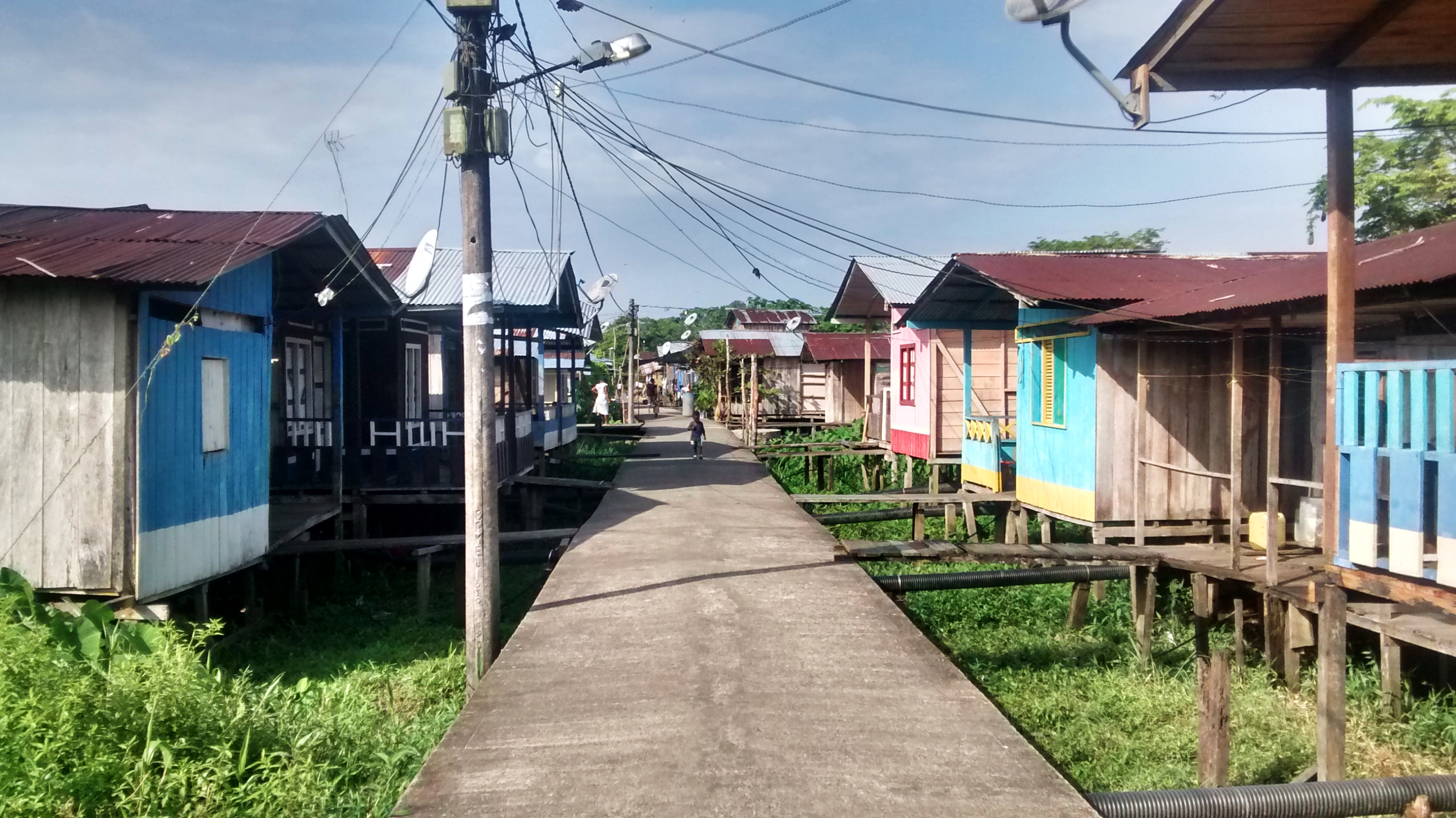

Vigía del Fuerte est une municipalité située dans le département d'Antioquia, en Colombie.

## Histoire

### Fondation de Vigía del Fuerte
Vigía del Fuerte a été fondée par des fugitifs du Chocó en 1711 qui l’ont nommée « Murrí », une expression militaire qui signifie « haute tour ». Durant les guerres d’Indépendance, les forces patriotes ont levé un fortin et changent le nom en 1815 pour Vigía del Fuerte, qui signifie en espagnol « Tour du fort ». Vigía del Fuerte s’érige en municipalité indépendante de Murindó en 1983 par l’ordonnance 06 de l’Assemblée départementale d’Antioquia.

### Conflit armé colombien
Vigia del Fuerte a été témoin de la violence du conflit interne armé colombien. Les Fronts 34 et 57 des FARC sont les principaux groupes armés présents dans la région depuis les années 1980. En 1990, de nombreux affrontements ont lieu avec les paramilitaires pour la domination de la zone. On dénombre 16 actions du conflit armé de 1990 à 2013 dans cette municipalité. Par exemple, en 2000, 20 personnes, civils ou agents de police, sont morts lors d’une attaque perpétrée à Vidrí, une vereda qui dépend la municipalité de Vigia del Fuerte. De plus, les groupes armés imposent leur loi lors de traversée du fleuve, prélevant argent et produits agricoles aux voyageurs.

### Processus de paix
L’histoire tourmentée par le conflit de Vigía del Fuerte en a fait une place de choix pour le processus de paix. En 2016, elle fait partie des 322 municipalités priorisées par le gouvernement dans le post-conflit. Vidrí, qui appartient à la municipalité de Vigía del Fuerte fait partie des « zones de transition » qui consistent à accueillir les anciens combattants pour qu’ils rendent leurs armes.
En août 2017, ces zones deviennent des « espaces territoriaux de réincorporation » qui ont pour but de préparer le retour à la vie civile des anciens combattants des guérillas à travers la formation professionnelle et l’élaboration de projets productifs.
Le 7 juin 2018, le Gouvernement décide de fermer deux des « espaces territoriaux de réincorporation » dont fait partie Vigía del Fuerte, considérant que sa mission de réincorporation était désormais accomplie.

## Géographie
Enclavé, son accès est particulièrement difficile et peut se faire soit par le río Atrato, soit par voie aérienne. C’est une des municipalités les moins peuplées d’Antioquia avec 5 606 habitants en 2017 mais aussi l’une avec le territoire le plus étendu, avec une superficie de 1 801 km2, ce qui revient à 3 habitants par km2.

## Démographie
La population de Vigía del Fuerte est principalement afro-descendante : 85,9 % des habitants s’auto-reconnaisse comme tel et 11,4 % comme indigène. Cette population indigène vit dans les 5 réserves indigènes de la municipalité : El Salado, Guaguandó, Jengado Apartadó, Murri - Pantanos y Río Jarapeto.

## Économie
Vigía del Fuerte est une municipalité de catégorie 6, c’est-à-dire la catégorie la plus pauvre dans la typologie de la Colombie. Elle fait partie des 10 municipalités les plus pauvres d’Antioquia. L’analphabétisme est relativement élevé puisque 20,5 % des 15 ans et plus ne sait ni lire ni écrire. Ce pourcentage s’accentue dans les campagnes (26 % contre 15 % dans le village). L’accès aux services publics est faible. Par exemple, seul 55,34% ont accès à l’électricité.
La population de Vigía del Fuerte est principalement rurale et vit de l’agriculture, de la pêche et de l’élevage. 2 000 hectares sont exploités pour la culture de la banane plantain, du riz, du maïs ou du manioc. Il n’y a donc pas de cultures illicites dans cette municipalité.

## Personnalités liées à la municipalité
- Wanner Miller (1987-) : athlète né à Vigía del Fuerte.